# Côlon ascendant
Le côlon ascendant est la première partie du côlon. Elle s'étend du cæcum à l'angle colique droit (ou angle hépatique), qui donne naissance au côlon transverse. C'est le plus volumineux segment du côlon.

## Configuration externe
Le côlon ascendant a une disposition verticale. Il est situé à droite dans la cavité abdominale. Il est constitué, comme le reste du gros intestin, par une alternance entre des zones dilatées : les haustrations, et de zones rétrécies : les plis semi-lunaires.
Il possède en surface trois bandelettes (une sur la face antérieure, deux sur la face postérieure).

## Configuration interne
Globalement identique à celle de l'ensemble de l'intestin, elle est constituée de plusieurs couches concentriques, ainsi réparties de la plus interne à la plus externe : 
1. une muqueuse, sans valve ni valvule
2. une sous-muqueuse, riche en structures vasculaires et nerveuses
3. une musculeuse lisse en deux couches : interne dont les fibres sont à disposition circulaire ; externe dont les fibres sont à disposition longitudinale
4. une enveloppe séreuse constituée de péritoine.

## Topographie
Il est situé dans les régions du flanc et de l'hypochondre droit.
Il monte jusqu'à hauteur de la deuxième vertèbre lombale.

## Rapports
1. Avec le péritoine : il est entouré de péritoine viscéral, qui se réfléchit vers l'arrière en péritoine pariétal, formant ainsi le fascia de Toldt, qui l'accole à la paroi postérieure. Ainsi, le côlon ascendant est un segment non-mobile du gros intestin
2. Postérieurs : il entre en rapport avec le flanc droit de la colonne vertébrale
3. Antéro-latéraux : avec la face profonde de la paroi abdominale
4. Médiaux : avec l'iléon

## Vascularisation
Elle est assurée par la circulation mésentérique supérieure.

## Innervation
De type neurovégétative (involontaire), elle est constituée de voies sympathiques et parasympathiques, à la fois sensitives et motrices, dont les fibres naissent du plexus aorto-mésentérique.